# Астанинская тройка
«Астанинская тройка» — группа России, Турции и Ирана, созданная после переговоров в Астане в январе 2017 года. Цель этой группы — урегулирование военного конфликта в Сирии. Группа является гарантом мер, заключенных во время первых переговоров. Помимо делегаций трёх стран, в регулярных международных экспертных консультациях по Сирии под эгидой астанинского формата принимают участие сирийские стороны — правительство и оппозиция, государства-наблюдатели: Иордания, Ирак, Ливан, а также представители ООН.

## История
Во время переговоров, инициированных Россией, Турцией и Ираном, эти три страны выступили в качестве гаранта мер, принятых в Астане. Там же они сразу объединились в тройку для урегулирования ситуации в Сирии, поэтому она получила название «астанинской». Также они сразу выступили с совместным заявлением по урегулированию конфликта. После этого они стали регулярно проводить саммиты в странах-участницах и принимали итоговые заявления и решения по ситуации. Следующий саммит должен пройти 14 февраля 2019 года в Сочи.
19 июля 2022 года в ходе встречи президентов стран-участниц — в Тегеране было принято совместное заявление по Сирии. В документе отмечается, что полное разрешение кризиса политико-дипломатическим путём с опорой на межсирийский диалог, предусмотренный резолюцией 2254 Совета Безопасности ООН.